# Gustaf Johan Filip Armfelt
Gustaf Johan Filip Armfelt, född 14 april 1830 i Paris, död 10 februari 1880 i Helsingfors, var en finländsk lektor, författare och landskapsmålare.
Han var son till kaptenen Magnus Reinhold Armfelt och Adelaide Gustava Aspasia. Armfelt var lektor i franska vid Alexanderuniversitetet i Helsingfors. Vid sidan av sitt arbete var han verksam som författare och landskapsmålare.

## Verk
- Handbok for resande i Finland (1853)[1]
- Den döde älskaren (1856)
- Målarens hustru (1856)
- La Finlande (1873)
- Pä ensliga stigar (1879)